# Peel Island (ö i Australien)
Peel Island är en ö i Australien. Den ligger i delstaten Queensland, omkring 32 kilometer öster om delstatshuvudstaden Brisbane. Arean är 5,0 kvadratkilometer. Den sträcker sig 3,1 kilometer i nord-sydlig riktning, och 3,7 kilometer i öst-västlig riktning.
I omgivningarna runt Peel Island växer i huvudsak städsegrön lövskog. Runt Peel Island är det glesbefolkat, med 19 invånare per kvadratkilometer. Genomsnittlig årsnederbörd är 1 424 millimeter. Den regnigaste månaden är januari, med i genomsnitt 275 mm nederbörd, och den torraste är oktober, med 21 mm nederbörd.